# Plínio Sussekind Rocha
Plínio Süssekind Rocha (Rio de Janeiro, 22 de dezembro de 1911 – São Paulo, 17 de agosto de 1972) foi um físico e professor de física e crítico de cinema brasileiro.
Foi um acadêmico importante, formando as primeiras gerações de físicos e matemáticos no Brasil. Um amante do cinema, Plínio criou o primeiro cineclube regular brasileiro, o Chaplin Club (1928-1931). Plínio foi o principal responsável pela preservação e recuperação do clássico filme Limite (1930), de Mário Peixoto, na década de 1950.
Posteriormente a sua morte, em 1972, por sua contribuição ao ensino de física, foi deliberado patrono da Biblioteca do Instituto de Física da Universidade Federal do Rio de Janeiro.
Durante sua vida, esteve em contato com vários outros intelectuais e figuras importantes na física e no cinema, tais como Adhemar Gonzaga, Paulo Emílio Sales Gomes, Bernhard Gross, Jorge André Swieca, Neusa Amato, Joaquim Pedro de Andrade, dentre outros.

## Biografia
Plínio Sussekind Rocha foi professor ligado à área de física por mais de três décadas. Participando em 1935, como assistente do professor Bernhard Gross, da Seção de Física da Escola de Ciências da Universidade do Distrito Federal (UDF). Posteriormente em sua carreira, em 1942, foi nomeado catedrático na extinta Faculdade Nacional de Filosofia (FNFi), função que exerceu até 1969 quando foi aposentado compulsoriamente pela ditadura militar instaurada em 1964, tendo atuado nas cadeiras de Mecânica Racional, Mecânica Celeste e Física Matemática. Ao decorrer de sua vida, foi parte da história da física e também do Brasil. 
Para além de seu amor a física, nutria um grande apreço pelo cinema, dedicando também esforços a essa área. Contribuiu no periódico O Fan entre 1928 e 1930, o periódico oficial do Chaplin Club, um dos primeiros cineclubes do Brasil, que teve Plínio como fundador. Ali eram exibidos e debatidos filmes, buscando se inserir ao conhecimento dessa arte e entender o processo de produção dessas obras. Estas e outras de suas contribuições foram cruciais para uma reflexão sobre cinema nos meios culturais do Rio de Janeiro.

### Chaplin Club
O Chaplin Club, pretendia mergulhar nas obras cinematográficas em busca de uma compreensão maior sobre a sétima arte, trazendo um espaço de debate que não se tinha em salas convencionais. Esses, para além das especificações técnicas de cada filme, iam ao encontro de reflexões sobre o que seria o cinema, como ele surgiu e qual caminho ele poderia percorrer, inclusive no Brasil. Surgido no momento de transição para o cinema falado, o cineclube foi palco de discussão do tema e se posicionou contra esta mudança.
Os fundadores do cineclube eram pertencentes a elite carioca e quando o fundaram, em 1928, eram todos universitários. Cláudio Mello, Octávio de Faria, Almir Castro e Plínio eram amantes do cinema e compartilhavam do objetivo de estabelecer um novo nível nas análises de cinema feitas no Brasil. Por dois anos, mantiveram o clube em funcionamento, na casa de Cláudio Mello, como atividade feita por amor e não por ofício.

## Morte
Plínio morreu em 17 de agosto de 1972, no Hospital da Beneficiência Portuguesa, na capital paulista, aos 60 anos.